# Marcos Antônio Monteiro de Barros
Marcos Antônio Monteiro de Barros (fim do séc. XVIII — 16 de dezembro de 1852) foi um sacerdote católico e político brasileiro, senador do Império do Brasil de 1826 a 1852. Era irmão do senador Lucas Antônio Monteiro de Barros e tio do senador Antônio Augusto Monteiro de Barros.